# Країна знань
«Країна знань» — український науково-популярний журнал для юнацтва. Перший журнал був виданий у листопаді 2001, громадською організацією "Науково-освітня спілка «Майбутнє». З 2005 журнал творчо співпрацює з Всеукраїнською громадською організацією «Союз обдарованої молоді».

## Зміст
«Країна знань» містить оригінальні статті провідних вчених України з різних галузей знань.
«Країна знань» сприяє розвитку не лише пам'яті, але й мислення; формує мотивацію до інноваційної не шаблонної діяльності, творчості; сприяє вихованню досвідченої, гідної людини, справжнього патріота, який знає історію науки своєї країни і прагне її розвивати.

## Рубрики
- Історія науки
- Прозоро про математику
- Кібернетика
- Фізика
- Радіофізика
- Хімія
- Геологія
- Географія
- Філософія
- Світова культура
- Україна — світові
- Особистість в науці
- Заповідники
- Екологія
- Біологія
- Школа винахідників
- Світ рослин
- Життя видатних людей
- Це цікаво
- Задачі з зірочкою
- Питання до психолога
- Проблеми навчання
- Музеї України

## Науково-консультативна рада
- А. П. Шпак, перший віце-президент НАНУ, головний вчений секретар НАН України, академік НАН України
- А. Г. Наумовець, академік НАН України, віце-президент НАН України
- Д. М. Гродзинський, академік НАН України
- Л. В. Губерський, академік НАН України, ректор Київського універститету імені Тараса Шевченка
- М. З. Згуровський, академік НАН України, ректор Національного технічного університету України «Київський політехнічний інститут»
- В. П. Кухар, академік НАН України, президент Київської Малої академії дослідників
- І. О. Анісімов, професор, декан радіофізичного факультету Київського національного університету імені Тараса Шевченка
- М. В. Макарець, професор, декан фізичного факультету Київського національного університету імені Тараса Шевченка
- Б. В. Валуєнко, кандидат мистецтвознавства, професор кафедри графіки Національного технічного університету України «КПІ»